# Villeta (Paraguay)
Villeta es una ciudad paraguaya ubicada en el Departamento Central, a orillas del río Paraguay. Se considera la ciudad industrial y portuaria del país, localizada a 24 km de Asunción y conectada por la Ruta PY01. Actualmente desde esta ciudad inician las rutas nacionales Ruta PY18 y Ruta PY19. Antiguamente era conocida como la ciudad de las naranjas.

## Toponimia
Fue fundada como «San Felipe de Borbón en el Valle de Bastán en los campos del guarnipitán», en homenaje al soberano español Felipe V, quien fuera el primer monarca hispano de la dinastía de los Borbones y Valle de Bastán haciendo referencia al pueblo situado en Navarra (España) de donde provino la familia del fundador cordobés. Hay quienes creen que el nombre correcto es «San Felipe de Borbón en el Valle de Baztán en los campos del Guarnipitán» pero no existen documentos que corroboren tal agregado, muy por el contrario, las actas de la época no hacen mención de «en los campos del Guarnipitán», la confusión se originó debido a que por la época se denominaban «campos o valles del Guarnipitán» a los campos aledaños a la ciudad de Asunción comprendidos por lo que hoy se conoce como las ciudades de San Antonio, Ñemby, Villeta y Alberdi, campos que eran usados como huertos (chacras) por los españoles. Posteriormente se la denominó «Villeta» que significa pequeña villa.

## Historia
Fundada el 5 de marzo de 1714 por el entonces Gobernador de la Provincia del Paraguay Juan Gregorio Bazán de Pedraza con el nombre «San Felipe Borbón en el Valle de Baztán» con el objetivo de la expansión territorial española desde Asunción y protección de los intereses ante los indígenas que llegaban desde el Chaco. Durante el gobierno del Dr. Francia se constituyó en un importante puesto de guardia y un canal de comunicaciones con el exterior posibilitando así el desarrollo en el distrito.
En el año 1864 se instaló la primera estación  telegráfica en la ciudad y el domingo 16 de octubre de ese año el Paraguay festejaba la prueba del primer telégrafo eléctrico con un remitido desde la Estación de Telégrafo en Villeta a la estación de Asunción con el mensaje de congratulaciones por el segundo aniversario como presidente de Francisco Solano López el cual estuvo a cargo del ingeniero alemán Robert Von Fisher Treuenfeld motivo por el que se celebra esta fecha como el Día Nacional de las Telecomunicaciones.
Durante la Guerra de la Triple Alianza, luego de desocupar la defensa sobre el río Tebicuary, Francisco Solano López como mejor zona de defensa en septiembre de 1868 se instala en la compañía Cumbarity de Villeta y forma el cuartel general a lado norte del arroyo Pikysyry.

  Un ataque frontal por parte de los aliados contra la fortificación en Pikysyry sería arriesgado por lo que el general Juan Andrés Gelly y Obes propone al marqués de Caxia Luis Alves de Lima e Silva un flanqueo eligiendo éste para la movilización de sus tropas el terreno Chaco. Una división permanecería en el sur aferrando las posiciones paraguayas y una división naval procuraría forzar el paso de Angostura y desembarcar tropas al norte cerrando el cerco. Este plan se concreta el 4 de diciembre de 1868 con el paso del río de los tres cuerpos imperiales hacia la ciudad de San Antonio ya que con excepción de Villeta no había otras fortificaciones en las riberas.
Con el cambio de frente obligado, López manda una fuerza comandada por Bernardino Caballero donde el 6 de diciembre en el puente de Ytororõ se enfrenta a las tropas del imperio, que tras duras bajas en ambas partes, los hombres paraguayos se retirarían hacia Villeta sin ser perseguidos. López pensando en la vanguardia ordena a Caballero otra maniobra antes de Lomas Valentinas, esta vez en el margen sur del arroyo Avay, lo cual era mala decisión por el terreno abierto y las aguas pocas profundas comparadas con las de Ytororõ. La batalla se libra el 11 de diciembre en medio de un temporal que dejó inutilizable los fusiles a chispa de los paraguayos dejando el uso de bayonetas y machetillos como armas. El resultado de bajas en las tropas paraguayas fue de 3500 muertos y más de 1000 prisioneros (gran parte de ellos dados luego por muertos, entre estos gran número de niños). «Aquello no fue una batalla sino una horrible carnicería». José Ignacio Garmendia (1841-1925).
Las tropas del Imperio de Brasil tomaron la ciudad de Villeta, asentaron allí su campamento militar y utilizaron la actual iglesia Virgen del Rosario como su hospital de sangre mientras Francisco Solano López aguardaba en el cuartel general de Lomas Valentinas. El 21 de diciembre se desarrolló la primera batalla en Itá Yvaté donde la fuerza del Brasil pudo llegar y golpear duro la defensa paraguaya obteniendo una victoria. El 27 de diciembre argentinos y uruguayos después de lograr pasar el arroyo Pikysyry se unen a las tropas brasileñas logrando así una victoria total en Itá Yvaté en el que Francisco Solano López consigue una retirada con unos pocos soldados y sin mucho obstáculo por parte del enemigo.
Finalmente en Angostura, que tras las batallas quedó totalmente cercada y con carencia de víveres y municiones, el 30 de diciembre con el teniente coronel George Thompson aceptan la rendición poniendo fin a la Campaña de Pikysyry.
El 16 de mayo de 1884, conforme a la Ley Orgánica Municipal del 7 de junio de 1882, se crea la Municipalidad de Villeta, con la Junta Económica y Administrativa, antecedente de lo que hoy en día se conoce como Junta Municipal.
Recién en 1920, por decreto del Poder Ejecutivo, la Municipalidad de Villeta cuenta con un Departamento Ejecutivo, encabezado por un Intendente Municipal. Esta práctica de designación de Intendentes vía decreto continuó hasta el año 1991, con las primeras elecciones de Intendentes y Miembros de la Junta Municipal en el país.

## Geografía

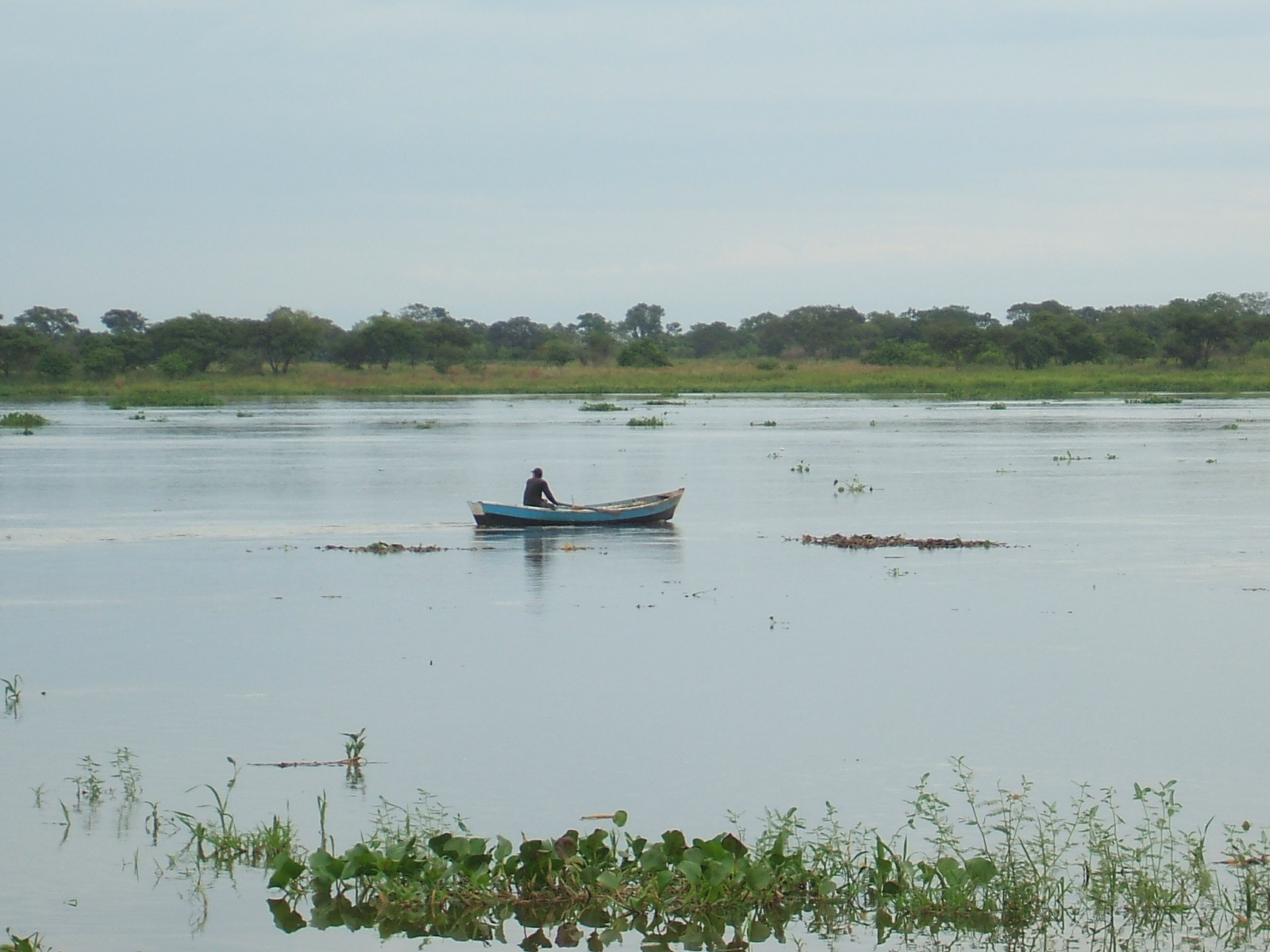
Canoa en el río Paraguay frente a Villeta.

Es la ciudad con mayor superficie dentro del departamento central. Limita al norte con la ciudad de Ypané, al este con Guarambaré e Itá, al sureste con Nueva Italia, al sur con el departamento de Ñeembucu y en el oeste el río Paraguay que lo separa de la provincia de Formosa Argentina.

### Clima
La temperatura máxima en verano alcanza los 40 °C y en ocasiones es superada. Las jornadas frías de invierno no suelen ser prolongadas y su mínima pocas veces alcanza el 0 °C. La temperatura media anual como lo es a nivel país es de 30 °C. Villeta está situada en uno de los departamentos en el que las precipitaciones son más copiosas de marzo a mayo y de octubre a noviembre.

## Demografía
Según datos oficiales del censo paraguayo de 2022, Villeta cuenta con 35 941 habitantes. En división política interna se divide en 12 compañías: Naranjaisy, Valle Po'i, Senda, Tacuaty, Guazú Corá, Tacuruty, Ypeka'e, Surubi'y, Cumbarity, Ita Ybaté, Guyratï y Puerto Santa Rosa.

## Economía
Favorecido por su costa del río Paraguay, sus espacios disponibles y su proximidad a la capital del país, a lo largo de los años se han ido instalando grandes industrias tanto nacionales como multinacionales lo cual ayudó al desarrollo de la comunidad. Las diferentes fábricas se distribuyen en diferentes zonas pero gran mayoría se aglomeran alrededor del centro de la ciudad, que entre todas alcanzan casi un centenar instaladas.
En esta localidad también está instalado un puerto estatal que es dirigido por la ANNP (Administración Nacional de Navegación y Puertos), actualmente equipado para el manejo de grandes maquinarias que hasta los años treinta fue famosa por la exportación de naranjas. Hoy en día en éste y otros puertos privados se realizan las importaciones y exportaciones de todo tipo de contenedores con destino al mundo entero.
La agricultura, la ganadería y la pesca también son actividades en las que muchas familias se dedican y que tuvieron gran importancia desde los inicios de la ciudad. El sector terciario también ha tenido un aumentado considerable en los últimos años acompañando al incremento poblacional y el movimiento urbano generado.

## Cultura

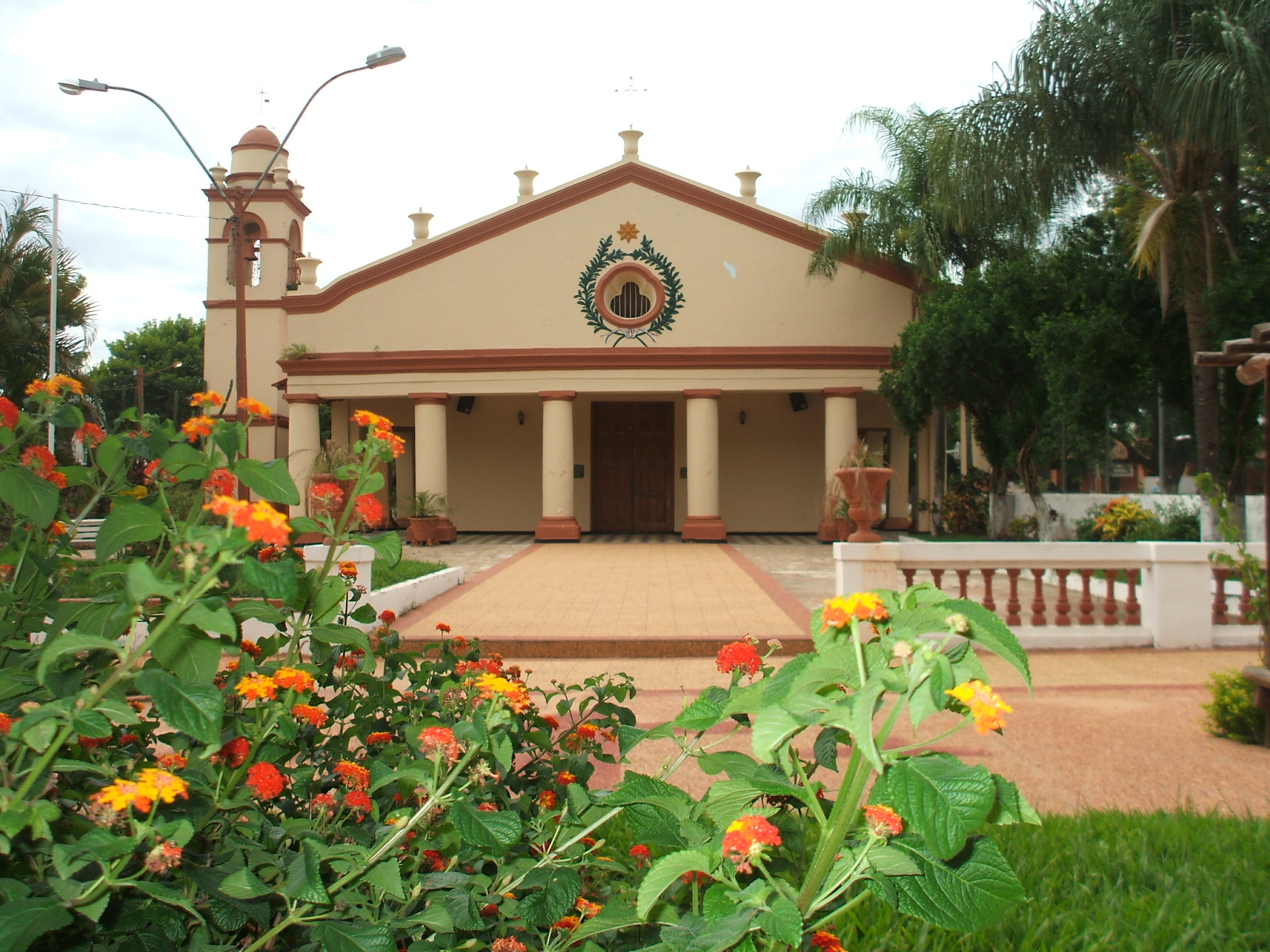
Iglesia de Villeta.

Existen varias construcciones antiguas en la ciudad, la Iglesia de la Virgen del Rosario fue construida en épocas de la Guerra de la Triple Alianza, donde funcionó el Hospital de Sangre, también cuenta con los monumentos de Avay e Ita Yvate de la época de la Guerra Grande.
En la arquitectura de la iglesia es posible apreciar rasgos del siglo XIX, además de los murales pintados por Adán Kunos.

En el centro de la ciudad en frente mismo de la plaza central se puede encontrar la casa de Cirilo Solalinde, excombatiente de la Guerra de la Triple Alianza, médico personal del Mariscal López y único político paraguayo que se opuso a ceder todos los territorios en disputa del Mato Grosso al Brasil durante la posguerra, así mismo, dicha casa fue utilizada como "base de operaciones" y "casa de gobierno" de los liberales en la revolución de 1904.

Casa del Dr. Cirilo Solalinde.

### Educación

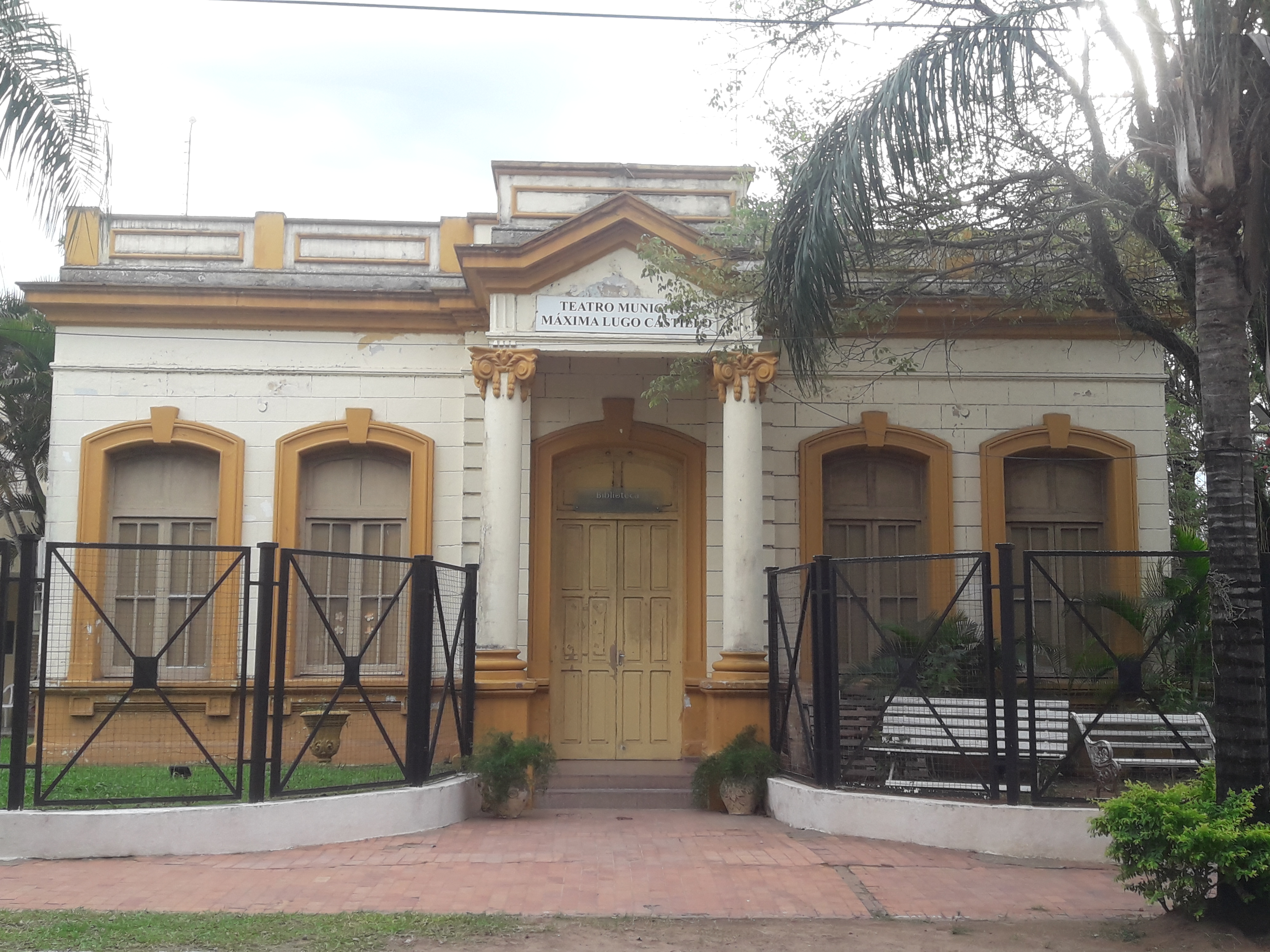
Teatro Máxima Lugo Castillo

La escuela y Colegio Nacional Carlos Antonio López es el Colegio más antiguo de la ciudad, formó los primeros maestros de la localidad, y de las zonas aledañas, algunos de los cuales tuvieron preponderancia nacional. 
También existen otros colegios como Colegio Adolfo María Monges, el Colegio Virgen del Rosario y otros más situados en los barrios periféricos y compañías.
Cuenta con los siguientes colegios:
- Colegio Técnico Departamental "Dr. Eusebio Ayala"
- Colegio Nacional "Carlos Antonio López"
- Colegio Nacional "Prof. Adolfo María Monges"
- Colegio Nacional "Profesor Manuel Ayala"
- Colegio Nacional "Virgen del Rosario"
- Colegio Nacional "Avay"
- Colegio Nacional "Pedro Pablo Peña"
- Colegio Nacional "Esteban Medina"
- Colegio Privado "Nuestra Señora de la Esperanza"
- Colegio Privado "Maria Auxiliadora"
- Escuela Privada "Laura Vicuña"
- Centro Educativo "Lomas Valentinas"
- Colegio Nacional "Alejo Juan Martin Robadin Mamet"
- Escuela Privada Cristiana "Betel"
- Escuela privada "Eco escuela"

### Deportes
Villeta es una ciudad bastante deportiva, siendo el fútbol el deporte más practicado, contando con su propia liga regional llamada la Liga Villetana de Fútbol que cuenta con 19 clubes que compiten por ser los monarcas de la ciudad.
En lista los 19 clubes por orden de títulos obtenidos son:
| Club                       | Títulos |
| -------------------------- | ------- |
| Club Libertad              | 10      |
| Club Universo              | 8       |
| Ita Ybate Sport Club       | 7       |
| Hijos De Mayo Sport Club   | 7       |
| Cerro León Football Club   | 7       |
| Club 22 de Mayo            | 5       |
| Club 8 De Diciembre        | 4       |
| Club 2 de Mayo             | 3       |
| Club 12 de Octubre         | 3       |
| Club 1.º de Mayo           | 2       |
| Club 1.º de Marzo.         | 2       |
| Club Lomas Valentinas      | 1       |
| Club Mariscal Estigarribia | 1       |
| Cumbariteño FBC            | 1       |
| Sportivo Villetano         | 1       |
| Club 4 de Octubre          | 0       |
| Club 3 de Noviembre        | 0       |
| Club 13 de Mayo            | 0       |
| Club 3 de Febrero          | 0       |

Estadio La Fortaleza del Pikysyry del Club Sportivo Ameliano.

En febrero de 2024 el Club Sportivo Ameliano, originario de Asunción y militante de la Primera División de Paraguay mudó su sede principal al estadio La Fortaleza del Pikysyry, el cual posee una capacidad para 7.000 espectadores y es actualmente el recinto deportivo más grande e importante del municipio.

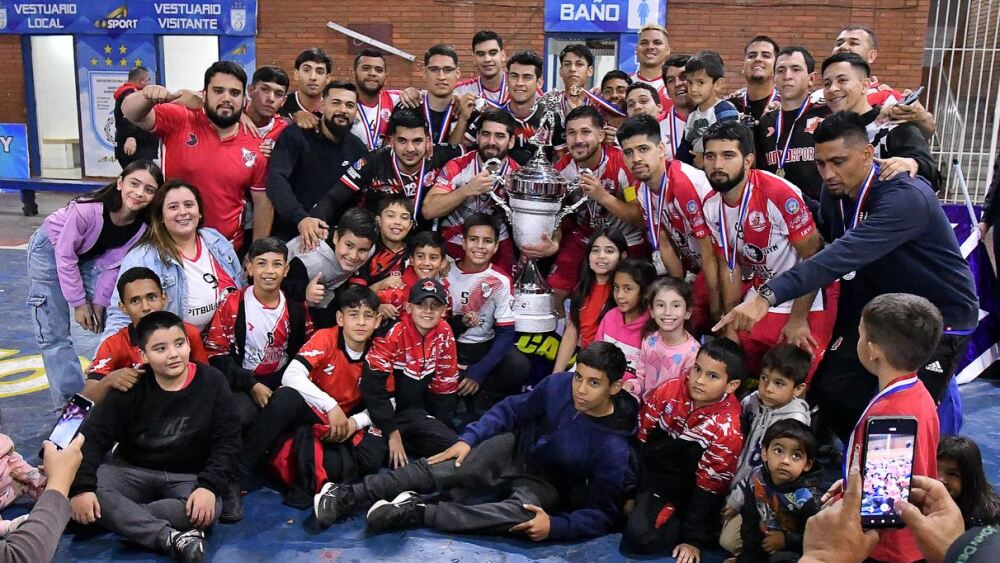
Villeta FC Campeón Divisional B 2023

También cuenta con su liga de futbol de Salón con nombre de Federación Villetana de Futbol de Salón que cuenta con 8 clubes que compiten en ella, también en este deporte cuenta con un representante en la copa de oro torneo organizado por la Federación Paraguaya de Futbol de Salón (FPFS) que es el Villeta FC que al mismo tiempo sirve de escuela de futbol para futuras promesas del salonismo villetano.
También la ciudad se destacó en la rama del basquetbol deporte que es practicado por una minoría en la población Villetana.